# Guðrún Karls Helgudóttir
Guðrún Karls Helgudóttir (ur. 27 kwietnia 1969 w Reykjavíku) – duchowna ewangelicko-luterańska, biskupka Islandii od 2024 r.

## Rodzina i edukacja
Guðrún Karls Helgudóttir  urodziła się w Reykjavíku. Jej rodzicami są Karl Magnús Kristjánsson i Helga Einarsdóttir. Zdała maturę w Fjölbrautarskólan w Breiðholt w 1992 r., a tytuł licencjata teologii uzyskała na Uniwersytecie Islandzkim jesienią 1998 r. Studia teologiczne ukończyła na tymże uniwersytecie w 2000 r. Zajmowała się dziećmi przy kościele w Árbær oraz młodzieżą w parafiach w Akranes i Grafarvogur (1999–2000).

## Kapłaństwo
Guðrún Karls Helgudóttir zajmowała ponadto różne stanowiska w kościołach w regionie stołecznym, w tym w Kópavogur (Hjallakirkja) i Seltjarnarnes, a także nadzorowała zajęcia przygotowujące do konfirmacji dla dzieci w Skálholcie oraz w Göteborgu.
Była stażystką w luterańskiej diecezji göteborskiej od 2001 do 2003 r. Pracowała jako terapeutka w schronisku dla kobiet dotkniętych przemocą w Göteborgu (2000–2001) i z młodzieżą przy kościele Lunby (przedmieście Göteborgu). Została ordynowana (wyświęcona) 11 stycznia 2004 r. w katedrze Gustawa przez biskupa Carla Axela Aureliusa po studiach na seminarium w Lund, a także po szkoleniu zawodowym i kursie z zakresu szwedzkiego prawa kanonicznego.
Została kapłanką w parafii w Grafarvogur (dzielnica Reykjavíku) w 2008 r. i jest proboszczem tej parafii od 2016 r. Walczyła tam m.in. o prawa osób LGBT. W 2016 r. wyjechała na teologiczne studia doktoranckie z zakresu homiletyki do Lutheran School of Theology w Chicago. W latach 2014–2022 była członkiem Synodu Kościoła.

## Biskup Islandii
Siostra Guðrún wygrała drugą turę wyborów biskupich w 2024 r., otrzymując ponad 52,19% głosów i pokonując Guðmundura Karla Brynjarssona. Została wyświęcona 1 września 2024 r. w kościele Hallgrímura przez poprzednią biskupkę Islandii, Agnes Sigurðardóttir. Stała się drugą kobietą stojąca na czele Kościoła Islandii.

## Życie prywatne
Guðrún Karls Helgudóttir jest żoną Einara Ernura Sveinbjörnssona, profesora na Wydziale Fizyki Uniwersytetu Islandzkiego. Ma dwie córki, zięcia i dwie wnuczki. Jedna z córek jest osobą transseksualną. Biskupka Guðrún Karls Helgudóttir amatorsko uprawia biegi długodystansowe.